# 阿尔达班
阿尔达班（英語：Artabanus of Persia）（？—前464年），波斯阿契美尼德王朝国王薛西斯一世的大臣。公元前465年发动宫廷政变，杀死了薛西斯一世及王儲大流士，改立其三子亞他薛西斯一世。
阿尔达班控制了朝政大权，得到了埃及的承认。後因與亞他薛西斯一世爭奪權力，被殺死。

## 扩展阅读
- 本条目包含来自公有领域出版物的文本: Chisholm, Hugh (编).  (第11版). London: Cambridge University Press. 1911.
- Aristotle, Politics 5.131Ib
- Diodorus Siculus, Historical Library 11.69   （页面存档备份，存于）
- Justin , Epitome of Philipic Histories of Pompeius Trogus III 1  （页面存档备份，存于）  （页面存档备份，存于）
- Photios I of Constantinople, Epitome of Persica of Ctesias 20 （页面存档备份，存于）
- Plutarch, Life of Themistocles 27